# Meliola scolopiae
Meliola scolopiae är en svampart som beskrevs av Doidge 1928. Meliola scolopiae ingår i släktet Meliola och familjen Meliolaceae.   Inga underarter finns listade i Catalogue of Life.